# Sturla Ásgeirsson
Pour les articles homonymes, voir Ásgeirsson.
Sturla Ásgeirsson, né le 20 juillet 1980 à Reykjavik, est un joueur islandais de handball. Il mesure 1,83 m, pèse 78 kg et évolue au poste d'ailier gauche. Avec la sélection islandaise, il a remporté la médaille d'argent aux Jeux olympiques de 2008 à Pékin et le bronze au Championnat d'Europe 2010 en Autriche.
En club, il a notamment évolué à l'IR Reykjavik ainsi qu'au club allemand du HSG Düsseldorf

## Palmarès

### Équipe nationale
- Médaille d'argent aux Jeux olympiques de 2008, Pékin,  Chine
- Médaille de bronze au Championnat d'Europe 2010,  Autriche

## Liens
- Ressource relative au sport :   - Olympedia
- Notices d'autorité :   - VIAF